# 22253 Sivers
22253 Sivers este un asteroid din centura principală de asteroizi.

## Descriere
22253 Sivers este un asteroid din centura principală de asteroizi. A fost descoperit pe 26 septembrie 1978 la Observatorul de Astrofizică din Crimeea de Liudmila Juravliova. Asteroidul prezintă o orbită caracterizată de o semiaxă mare de 2,57 ua, o excentricitate de 0,18 și o înclinație de 15,2° în raport cu ecliptica.